# Nacaduba varia
Nacaduba varia är en fjärilsart som beskrevs av Evans 1932. Nacaduba varia ingår i släktet Nacaduba och familjen juvelvingar. Inga underarter finns listade i Catalogue of Life.